# Lianus brasiliensis
Lianus brasiliensis är en stekelart som beskrevs av Gomes och Penteado-dias 2006. Lianus brasiliensis ingår i släktet Lianus och familjen bracksteklar. Inga underarter finns listade i Catalogue of Life.